# Тяньвень-2
Тяньвень-2 (англ. Tianwen-2) — запланована китайська космічна місія з повернення зразків з астероїдів та дослідження комет, яка наразі перебуває на стадії розробки.

## Огляд
Тяньвень-2 має бути запущений ракетою Великий похід 3B приблизно в 2025 році. Він використовуватиме сонячну електричну тягу для дослідження навколоземного астероїда 469219 Камооалева, квазісупутника Землі, та комети головного пояса 311P/PANSTARRS. Космічний апарат зустрінеться з Камооалева і проведе дистанційне спостереження з орбіти, а потім сяде на астероїд і візьме пробу реголіту масою 100 грамів. Для проведення дистанційного зондування і взяття проби будуть викорисані малі орбітальний і посадковий апарати, а для пошуку підземних летких речовин будуть використані вибухові речовини.
Космічний апарат використовуватиме два різні методи взяття проби ґрунту: метод якоріння на поверхні і метод дотику. Це буде перший випадок, коли на астероїді буде застосовано метод якоріння, оскільки і OSIRIS-REx, і Хаябуса-2 використовували тільки метод дотику.
Потім Тяньвень-2 повернеться на Землю, щоб скинути капсулу зі зразком ґрунту і здійснити гравітаційний маневр, який скерує космічний апарат до Марса. Там буде виконано другий гравітаційний маневр і Тяньвень-2 буде спрямований до 311P/PANSTARRS. На шляху до 311P/PANSTARRS також може бути зроблена спроба пролетіти повз безіменний астероїд. Дослідження 311P/PANSTARRS проводитимуться протягом принаймні одного року.

## Історія
У 2018 році дослідники Китайської академії наук запропонували дорожню карту дослідження глибокого космосу на 2020—2030 роки, яка включала місію з дослідження астероїдів, заплановану до запуску приблизно у 2022—2024 роках. Навесні 2019 року, після того, як Китайська академія космічних технологій провела дослідження дизайну місії, Китайське національне космічне управління почало приймати міжнародні пропозиції наукових приладів, які будуть розміщені на Tianwen-2.
Спочатку місія називалась «Чжен Хе», на честь дослідника династії Мін XV століття Чжена Хе.

## Інструменти
Тяньвень-2 буде оснащений кількома типами приладів, включаючи ширококутні і вузькокутні мультиспектральні та кольорові камери, спектрометр теплового випромінювання, спектрометр зображень у видимому і ближньому інфрачервоному діапазоні, мас-спектрометр, магнітометр, аналізатор заряджених і нейтральних частинок і пилу. Частина обладнання може бути виготовлена закордонними установами. Великобританія розглядає проєкт пенетратора для дослідження підповерхневого льоду 311P/PANSTARRS за допомогою мас-спектрометра.